# Nesiocypraea
Genre
Synonymes
- sous-genre Cypraea (Nesiocypraea) Azuma & Kurohara, 1967
- Kurodadusta Shikama, 1971[1]

Nesiocypraea est un genre de mollusques gastéropodes de la famille des Cypraeidae (les « porcelaines »). L'espèce type est Nesiocypraea midwayensis.

## Liste d'espèces
Selon World Register of Marine Species (22 janvier 2021) :
- Nesiocypraea aenigma Lorenz, 2002
- Nesiocypraea lisetae (Kilburn, 1975)
- Nesiocypraea midwayensis Azuma & Kurohara, 1967
- Nesiocypraea teramachii (Kuroda, 1938)
- Nesiocypraea thachi F. Huber, 2020